# 羽裂绢毛苣
羽裂绢毛苣（学名：Soroseris hirsuta）为菊科绢毛苣属的植物，为中国的特有植物。分布于中国大陆的西藏、云南、四川、甘肃等地，生长于海拔2,800米至5,300米的地区，常生长在高山草甸、多石山坡及流石滩，目前尚未由人工引种栽培。

## 别名
硬毛金沙绢毛苣（云南种子植物名录）